# Coffinit
Coffinitul este un mineral uranifer silicic cu formula chimică idealizată U(SiO4)1–x(OH)4x (hidroxisilicat de uraniu).